# Бетизи Сен Пјер
Бетизи Сен Пјер (фр. Béthisy-Saint-Pierre) насеље је и општина у североисточној Француској у региону Пикардија, у департману Оаза која припада префектури Санлис.
По подацима из 2011. године у општини је живело 3.270 становника, а густина насељености је износила 500,77 становника/km². Општина се простире на површини од 6,53 km². Налази се на средњој надморској висини од 48 метара (максималној 132 m, а минималној 35 m).

## Демографија
| 1962. | 1968. | 1975. | 1982. | 1990. | 1999. | 2011. |
| ----- | ----- | ----- | ----- | ----- | ----- | ----- |
| 1.994 | 2.263 | 2.818 | 3.034 | 3.140 | 3.135 | 3.270 |

График промене броја становника у току последњих година